# منين الاشراف (مدينة مأرب)

تعديل مصدري - تعديل

منين الاشراف هي إحدى قرى عزلة الاشراف بمديرية مدينة مأرب التابعة لمحافظة مأرب، بلغ تعداد سكانها 1360 نسمة حسب تعداد اليمن لعام 2004.